# 旭川市国保料訴訟
旭川市国保料訴訟（あさひかわしこくほりょうそしょう）とは、旭川市国民健康保険の一般被保険者である杉尾正明が、平成6年度分から平成8年度分の保険料について、条例で保険料率を定めず、これを告示に委任することが、租税法律主義を定める憲法84条またはその趣旨に反するなどとして、賦課処分の取消しを求めるとともに、同市の条例が恒常的に生活が困窮している者を保険料の減免の対象としていないことが生存権を定める憲法25条や法の下の平等を定める憲法14条に違反するとして、減免非該当処分の取消しを求めた訴訟である。最高裁大法廷は、平成18年3月1日原告の主張を退け、憲法に違反しないとした。

## 法令の定め
旭川市国民健康保険条例（本件条例）における保険料率の定め方は、具体的な保険料率の定めは市長の告示に委任されていて、具体的な保険料率は条例においては規定されておらず、その代わり保険料率の算定方法を定めるのみであった。

## 事件の経緯
被告である旭川市は平成6年7月14日、原告である杉尾正明に対し平成6年度分の国民健康保険料納付通知書を送付した。原告は、平成6年8月、自らの平成5年の収入は生活保護基準以下の収入であったことを理由に平成6年分の保険料の減免を申請したが、同月10日付で非該当の通知がされた。原告は、その後不服申立て手続等を経て、旭川地方裁判所に対し、平成6年度分から平成8年度分の保険料の賦課処分の取消しを主位的に求めるとともに、保険料の減免非該当処分の取消しを予備的に求めた。第1審（森邦明裁判長）は、本件条例は憲法92条及び84条に違反するとして賦課処分を取消したが、控訴審の札幌高等裁判所（濱崎浩一裁判長）は、租税法律主義を定めた憲法84条が国民健康保険料には直接適用されず、その趣旨にも反せず、また、減免非該当処分も憲法25条に違反しないとして、原告の請求を退けた（平成7年度分については不服申立てを経ていないとして訴えを却下）。
これに対し、原告が最高裁に上告及び上告受理申立てを行い、平成18年3月1日最高裁大法廷が以下のような判決を言い渡した。

## 判旨（最高裁平成12年（行ツ）第62号、同年（行ヒ）第66号平成18年3月1日大法廷判決）
全員一致。上告棄却。

### 租税条例主義の適用について
- 国又は地方公共団体が、課税権に基づき、その経費に充てるための資金を調達する目的をもって、特別の給付に対する反対給付としてではなく、一定の要件に該当するすべての者に対して課する金銭給付は、その形式のいかんに関らず、憲法84条に定める租税に当たる。
- 市町村が行う国民健康保険の保険料は、被保険者において保険給付を受け得ることに対する反対給付として徴収されるものであるから、憲法84条の規定が直接に適用されることはない（国民健康保険税は形式が税である以上憲法84条の規定が適用される）。
- 租税以外の公課であっても、賦課徴収の強制の度合い等の点において租税に類似する性質を有するものについては、憲法84条の趣旨が及ぶ。
- その場合であっても、賦課要件が法律又は条例にどの程度明確に定められるべきかなどのその規律の在り方については、当該公課の性質、賦課徴収の目的、その強制の度合い等を総合考慮して判断すべきである。
- 市町村が国民健康保険の保険料も、憲法84条の趣旨が及ぶが、条例において賦課要件をどの程度明確に定めるべきかは、賦課徴収の度合いのほか、社会保険としての国民健康保険の目的、特質等をも総合考慮して判断する必要がある。
- 本件条例は、保険料率算定の基礎となる賦課総額の算定基準を明確に規定したうえで、その算定に必要な費用及び収入の各見込額並びに予定集能率の推計に関する専門的及び技術的な細目にかかわる事項を、市長の合理的な選択にゆだねたものであり、上記見込額の推計については国民健康保険事業特別会計の予算及び決算の審議を通じて議会による民主的統制が及ぶものということができるから、本件条例が、保険料率算定の基礎となる賦課総額の算定基準を定めた上で、市長に対し、同基準に基づいて保険料率を決定し、決定した保険料率を告示の方式により公示することを委任したことが憲法84条の趣旨に反するということはできない。
- 賦課総額の算定基準及び保険料率の算定方法は、本件条例によって賦課期日まで明らかにされており、恣意的な判断が加わる余地はなく、賦課期日後に決定されたとしても法的安定性が害されるということはできないから、市長が各年度の賦課期日後に保険料率を告示したことは憲法84条の趣旨に反するとはいえない。

### 憲法25条違反の主張について
- 国民健康保険法は恒常的に生活が困窮している状態にある者を生活保護法による医療扶助等の保護を予定しているなどの事情の下で本件条例が恒常的に生活が困窮している状態にある者を保険料の減免の対象としていないことは、著しく合理性を欠くということができず、経済的弱者について合理的な理由なく差別をしたものということができないから、憲法25条、14条に違反しない。

### 個別意見
- 裁判官滝井繁男の補足意見